# Kościół Chrystusa Króla w Świnoujściu
Kościół pw. Chrystusa Króla – zabytkowy, neogotycki kościół parafialny z lat 1788-92, położony w Świnoujściu, w województwie zachodniopomorskim na wyspie Uznam. Kościół wpisany jest do rejestru zabytków pod numerem A-378 z 17 grudnia 2008 roku. Jest kościołem parafialnym parafii Chrystusa Króla w Świnoujściu. Znajduje się w centrum miasta na placu Kościelnym. 
14 lutego 2022 roku decyzją Metropolity Szczecińsko-Kamieńskiego Arcybiskupa Andrzeja Dzięgi kościół został ustanowiony Sanktuarium Chrystusa Króla. 

## Historia
Pierwsze wzmianki o świątyni na tym terenie datowane są na rok 1336. Po 1557 roku kościół przeszedł pod opiekę protestantów. 
Obecna budowla powstała w latach 1788-1792 (lub 1788-90) na miejscu gotyckiej budowli. Koszt budowy wyniósł  16–17 tysięcy talarów. Był to bardzo nieokazały, pozbawiony wieży budynek, całkowicie pozbawiony stylu. W roku 1792 został poświęcony. W 1881 roku, według projektu ówczesnego radcy budowlanego Schäfera, dokonano przebudowy. Dobudowana została dominująca nad centrum miasta wieża i apsyda. Całkowity koszt wyniósł 53 tysiące marek, w tym 5850 marek przeznaczono na zegar i dzwony. Do bryły dobudowano niszę ołtarzową, wnętrze uzupełniono o detale architektoniczne i malowidła, dach uzyskał szczyty w miejsce wcześniejszego ścięcia, a linie architektoniczne zaakcentowano poprzez użycie surowej cegły na tle tynkowanych powierzchni. Na istniejącej podstawie wzniesiono hełm wieży ze stromą iglicą otoczoną czterema narożnymi wieżyczkami.
W czasie II wojny światowej został częściowo zniszczony. Odbudowany w końcu lat 50. XX wieku. W czasach powojennych kościół został poświęcony w 1946 roku. Kościół przeszedł gruntowny remont w latach 1982-1986. Dwukondygnacyjne drewniane balkony zastąpiono jednokondygnacyjnymi żelbetowymi. Zainstalowano też nowy strop kasetonowy zakrywając dawny drewniany. Rozebrano drewnianą klatkę schodową w głównej wieży kościoła zastępując konstrukcją żelbetową. Zamurowano też wejście w wieży wychodzące na ulicę i wybito dwa nowe otwory instalując drzwi po jej bokach. W 2001 wymieniono posadzki oraz witraże. Po 2016 roku zmieniono elewację budynku kościoła na gładką usuwając tynk baranek położony w latach 70. XX wieku. Zainstalowano też zewnętrzne kraty ochronne witraży.

## Opis
Charakterystyczna jest architektura wewnątrz samego kościoła. Z wyposażenia sakralnego w nawie głównej przed prezbiterium pod sufitem zawieszono drewniany model trójmasztowca, korwety ofiarowany w 1814 roku przez kapitana Heinsa, a związanej z historią z czasów wojen napoleońskich. W półkolistym prezbiterium ustawiono duży drewniany ołtarz w formie tryptyku, przedstawiający ukrzyżowanie z Matką Boską Bolesną i św. Janem po bokach oraz postaciami św. Jadwigi i św. Ottona z Bambergu. Skrzydła tryptyku ukazują sceny z Nowego Testamentu: sąd nad Jezusem, biczowanie, drogę krzyżową i zmartwychwstanie.
Jeszcze na początku XX wieku znajdowały się trzy rzeźbione figury o wysokości 75–80 cm, pochodzące z nieistniejącego już kościoła w pobliskiej wsi Westswine, przedstawiające Marię, Jana Ewangelistę oraz św. Mikołaja. Ponadto przechowywany był ołtarzowy tryptyk z XV wieku, odrestaurowany w 1893 roku przez Langa z Oberammergau. W tym czasie był również srebrno-pozłacany kielich z XIV wieku o wysokości 13,3 cm, z dekoracją figuralną i inskrypcjami. W zasobach kościoła była również patena srebrno-pozłacana o średnicy 15,3 cm, zachowana w stanie uszkodzonym. W 1895 roku podczas prac pogłębiających Świnę wydobyto dwie uszkodzone dzwony, które przekazano do Muzeum w Szczecinie. Większy z nich, o średnicy 68 cm, zachował się w dobrym stanie (z wyjątkiem korony) i posiadał gotycką inskrypcję majuskułową oraz wizerunki św. Mikołaja i św. Katarzyny. Mniejszy dzwon, o średnicy 58 cm, zachował się tylko częściowo. Na jego krawędzi widoczny był znak ludwisarza w postaci stojącego gryfa trzymającego trzy promienie heraldyczne. Wraz z dzwonami wydobyto także fragmenty innych egzemplarzy oraz bryły brązu z odciskami muszli, co może wskazywać na ich związek z warsztatem ludwisarskim działającym nad Bałtykiem. 
Współcześnie w bocznym ołtarzu znajduje się obraz Jezusa Miłosiernego, z postacią św. Faustyny Kowalskiej oraz figurą Najświętszego Serca Pana Jezusa w pobliżu. W innym ołtarzu bocznym umieszczono kopię obrazu Matki Boskiej Częstochowskiej oraz obraz Matki Boskiej Nieustającej Pomocy. Witraże w oknach ilustrują sceny z życia Chrystusa, takie jak narodzenie, pokłon Trzech Króli, nauczanie w świątyni i wjazd do Jerozolimy. Na ścianach znajduje się płaskorzeźbiona Droga Krzyżowa.
W kościele na emporze chórowej nad wejściem i wzdłuż nawy głównej znajdują się zabytkowe 31-rejestrowe organy Steinmeyera z 1927 roku. Do kościoła obecnie przylega plebania wybudowana w latach 1975-1977. Od połowy maja do połowy września w sobotnie wieczory w świątyni odbywają się Świnoujskie Wieczory Organowe.

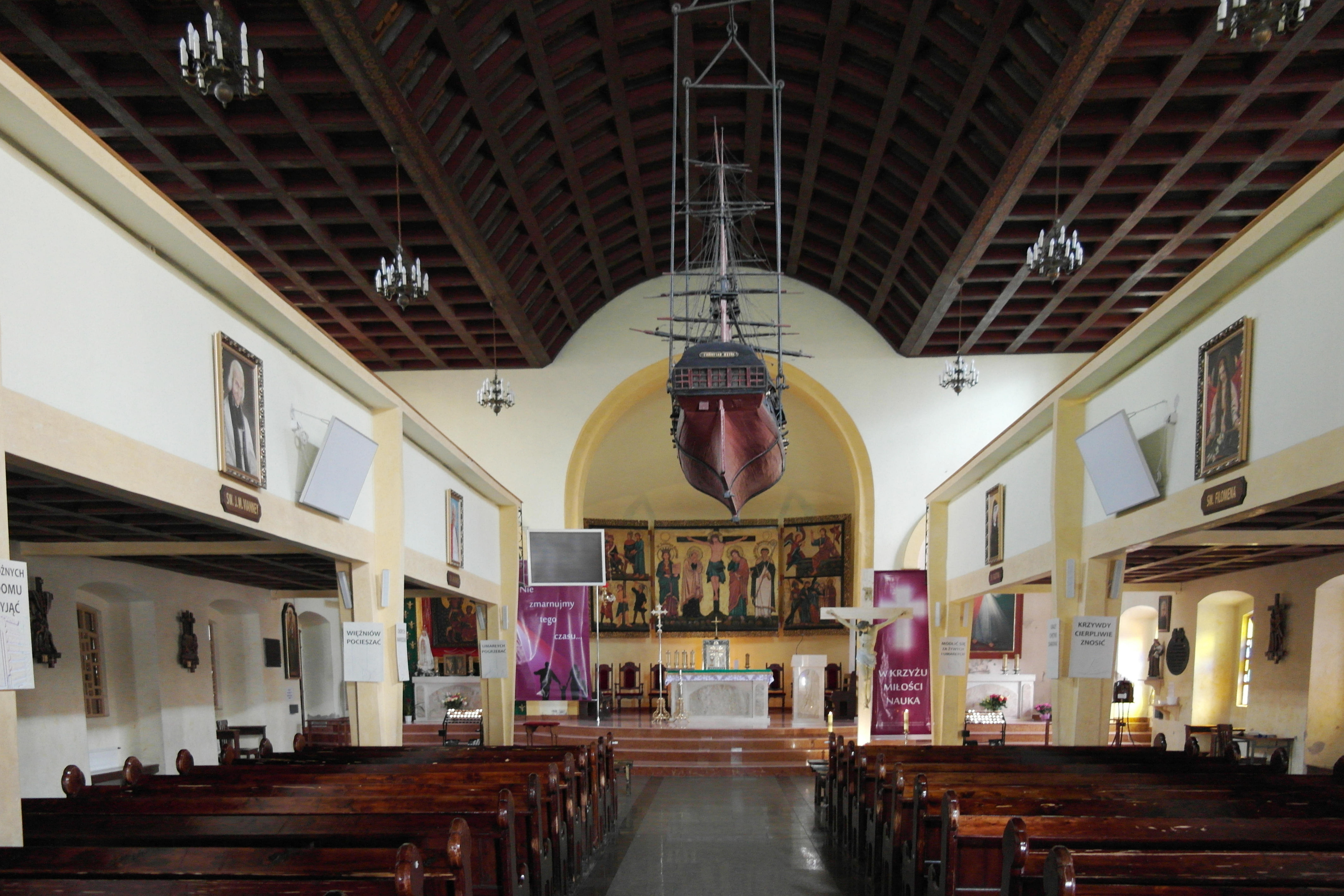
Wnętrze kościoła